# Giuseppe Biava
Giuseppe Biava (Seriate, 8 de maio de 1977) é um futebolista italiano que atua como zagueiro. Atualmente, joga pela Lazio.

## Títulos
Lazio
- Coppa Italia: 2012-13